# 川西孝雄
川西 孝雄（かわにし たかお、1948年11月23日 - ）は、日本の経営者、銀行家。JCB社長、会長を務めた。兵庫県出身。

## 経歴・人物
1972年に京都大学経済学部を卒業し、同年に三和銀行に入行した。1999年に執行役員に就任し、2002年1月にUFJ銀行常務、2003年5月に専務、2006年1月に三菱東京UFJ銀行常務、2007年10月に専務、2008年4月に副頭取を経て、2010年6月にJCB社長に就任。2014年6月から会長を務めた。